# Yamaha V50
De Yamaha V50 is een digitaal music workstation van Yamaha die werd geïntroduceerd in 1989. De synthesizer is de opvolger van de DX11 en is het eerste music workstation van Yamaha. De V50 combineert een sequencer, drumcomputer, FM-klankgenerator, en een MIDI-klavier.

## Klankopwekking
De FM-klanksynthese is gebaseerd op vier operators die geschakeld kunnen worden door te kiezen uit een van de acht beschikbare algoritmes. Elke operator kan vervolgens een van deze acht golfvormen opwekken. Daarnaast kan operator 4 worden ingesteld om zichzelf te moduleren met een instelbare hoeveel feedback. De klanksynthesizer is een minimaal opgewaardeerde variant van de TX81Z module, en bevat meer polyfonie en andere kleine verbeteringen.
De synthesizer bevat 100 presetklanken die zijn opgeslagen in ROM-geheugen. Daarnaast zijn er 100 beschikbare geheugenplaatsen voor aangepaste klanken door de gebruiker. Klanken kunnen gestapeld worden naar zogenaamde performances om zo ingewikkelde klanken te krijgen die normaal niet mogelijk zijn met slechts een enkele preset.

## Mogelijkheden
De Yamaha V50 heeft een ingebouwde sequencer met 8 sporen, waarmee ongeveer 16.000 noten opgenomen kunnen worden in maximaal 8 nummers.
Er is ook een drumcomputer ingebouwd met 61 PCM-samples en een polyfonie van 8 samples. De ritmesectie bevat naast 100 korte drumpatronen ook een mogelijkheid voor 100 eigen geprogrammeerde patronen.
Het klavier bestaat uit 61 toetsen met vijf octaven. Zowel aanslaggevoeligheid en aftertouch worden ondersteund, en het kan MIDI-gegevens verzenden.
De V50 heeft ook een 3,5-inch diskettestation en een sleuf voor een geheugenkaart.